# Елісса Дауні
Елісса Дауні (англ. Ellie Downie, нар. 20 липня, 1999 року, Ноттінгем, Англія, Велика Британія) — британська гімнастка, чемпіонка Європи, призерка чемпіонатів світу та Європи.

## Біографія
Має сестру Ребекку Дауні, яка є призеркою чемпіонатів світу, Європи та Європейських ігор зі спортивної гімнастики. Ніколи не сприймала сестру своєю суперницею, тому що Ребекка спеціалізується на різновисоких брусах та колоді, а Елісса - на багатоборстві, опорному стрибку та вільних вправах, що дає можливість спільно виборювати медалі в команді Великої Британії, але не конкурувати одна з одною в фіналах окремих видів.
У 2018 році разом з сестрою Ребеккою Дауні створила колекцію гімнастичних купальників.

## Кар'єра

### 2016
На чемпіонаті Європи, що проходив у Берні, здобула три срібні нагороди (командні змагання, опорний стрибок, вільні вправи). В липні було оголошено, що вона поїде на Олімпійські ігри.
У серпні 2016 року на Оліміпйських ігорах у Ріо-де-Жанейро під час виконання вільних вправ в кваліфікаційний змаганнях впала, отримала травму шиї, була вивезена зі змагань на інвалідному візку, але після консультації з лікарем повернулась на змагання та виконала опорний стрибок, що дозволило команді Великої Британії відібратися до фіналу командних змагань, а Еліссі - до багатоборства з 20 результатом. У фіналі завершила виступ на 13 місці. Окрім цього разом з командою стала п'ятою. 

### 2017
У квітні 2017 року взяла участь у чемпіонаті Європи, що проходив у Клуж-Напока (Румунія), де змогла кваліфікуватися у фінал у всіх дисциплінах. 21 квітня перемогла в абсолютній першості, ставши першою в історії британкою, що стала чемпіонкою Європи у цій дисципліні. Протягом наступних змагальних днів здобула дві срібні нагороди (в опорному стрибку та вільних вправах) та одну бронзову (різновисокі бруси).
У липні отримала травму голеностопу, була прооперована, тому змушена відмовитись від участі в чемпіонаті світу в Монреалі, Канада.

### 2018
Після операції на нозі в квітні процес відновлення затягнувся, до змагань повернулась у вересні. В Досі, Катар, на чемпіонаті світу разом з Ребеккою Дауні, Джорджією-Мей Фентон, Еліс Кінселлою та Келлі Сімм посіла дев'яте місце, в багатоборстві була одинадцятою.

### 2019
У квітні на чемпіонаті Європи виборола срібло в багатоборстві та бронзу в опорному стрибку.
На чемпіонаті світу 2019 року у командному фіналі разом з Ребеккою Дауні , Джорджією-Мей Фентон, Еліс Кінселлою та Теєю Джеймс посіли шосте місце, що дозволило здобули командну олімпійську ліцензію на Літні Олімпійські ігри 2020 у Токіо, Японія. В фіналі опорного стрибку виборола бронзову нагороду. 

### 2023
23 січня оголосила про завершення кар'єри.

## Виступи на Олімпіадах
| Олімпіада | Дисципліна         | Місце |
| --------- | ------------------ | ----- |
| Ріо 2016  | командна першість  | 5     |
| Ріо 2016  | абсолютна першість | 13    |

## Результати на турнірах
| Рік  | Змагання                 | КБ | ІБ | Опорний стрибок | Різновисокі бруси | Колода | Вільні вправи |
| ---- | ------------------------ | -- | -- | --------------- | ----------------- | ------ | ------------- |
| 2014 | Юнацькі Олімпійські ігри |    | 3  | 2               |                   | 3      | 3             |
| 2015 | Чемпіонат Європи         |    | 3  | 5               | 4                 |        |               |
| 2015 | Чемпіонат світу          | 3  |    | 4               |                   |        | 6             |
| 2016 | Чемпіонат Європи         | 2  |    | 2               |                   |        | 2             |
| 2016 | Олімпійські ігри         | 5  | 13 |                 |                   |        |               |
| 2017 | Чемпіонат Європи         |    | 1  | 2               | 3                 | 4      | 2             |
| 2018 | Чемпіонат світу          | 9  | 11 |                 |                   |        |               |
| 2019 | Чемпіонат Європи         |    | 2  | 3               |                   |        |               |
| 2019 | Чемпіонат світу          | 6  |    | 3               |                   |        |               |